# Golobrad, Kărdjali
Golobrad (în bulgară Голобрад) este un sat în comuna Ardino, regiunea Kărdjali,  Bulgaria. 

## Demografie
Componența etnică a satului Golobrad
     Nicio identificare (21,64%)
     Turci (78,35%)
     Altele (0%)
La recensământul din 2011, populația satului Golobrad era de 134 locuitori. Din punct de vedere etnic, majoritatea locuitorilor (78,35%) erau turci. Pentru 21,64% din locuitori nu este cunoscută apartenența etnică.